# بيترو ليوكا
بيترو لوكا (بالإنجليزية: Petru Leuca) (مواليد 19 يوليو 1990 -) هو لاعب كرة قدم محترف مولدوفي، يلعب مهاجمًا لنادي زمبرو تشيسيناو.

## مسيرته الكروية
يعد لوكا شابًا موهوبًا في مولدوفا، إذ برز في دوري الدرجة الأولى المولدوفي، الدوري المولدوفي الوطني، في السنوات الست الأولى من مسيرته الاحترافية، ثم انتقل للعب بالخارج. وخاض تجارب احترافية في عدة دول، مثل ليتوانيا واليونان والهند، لكن فتراته مع هذه الأندية كانت قصيرة بسبب جائحة فيروس كورونا التي أوقفت الدوريات.
ثم لعب في كل من الكويت وسلطنة عمان، مما جذب اهتمام أندية آسيوية، مثل نادي تشونبوري ونادي بيرسيبايا سورابايا، ثم انتقل إلى نادي ناغا وورلد في كمبوديا، وفيه سجل ثمانية أهداف.

## مسيرته الدولية
شارك لوكا أول مرة مع المنتخب المولدوفي الأول في 14 فبراير 2015 في مباراة ودية ضد رومانيا في أكسو بكازاخستان، بعد أن مثل مولدوفا في جميع الفئات العمرية. ثم استدعي للمنتخب الأول 12 مرة إجمالًا لمواجهة خصوم مثل كازاخستان، الجبل الأسود، أذربيجان وألبانيا، لكن ظهوره الأول ضد رومانيا يبقى مشاركته الوحيدة.

## حياته الشخصية
والده بيترو لوكا الأب عمدة بلدية ميليستي الحالي.

## وصلات خارجية
- بيترو ليوكا  على سكروي